# Paul Fiebig
Paul Wilhelm Julius Fiebig (* 3. Februar 1876 in Halle; † 11. November 1949 in Kalbe (Milde)) war ein deutscher evangelischer Theologe.

## Leben
Paul wurde als Sohn des Prokuristen Paul Fiebig und seiner Frau Else (geb. Hoene) geboren. Seine Schulbildung erhielt an der Lateinischen Hauptschule der Franckeschen Stiftungen, die er Michaelis 1894 mit dem Reifezeugnis verließ. Vom Wintersemester 1894 bis zum Wintersemester 1899 studierte er an der Universität Halle-Wittenberg und der Universität Berlin evangelische Theologie, wo er sich Martin Kähler und Emil Kautzsch anschloss. Während seines Studiums wurde er 1894 Mitglied der Schwarzburgbund-Verbindung Tuiskonia Halle. Ostern 1899 bis Ostern 1902 war er Mitglied des evangelischen Predigerseminars in Wittenberg, promovierte am 6. Juni 1901 an der theologischen Fakultät der Universität Halle-Wittenberg zum Lizentiaten der Theologie und absolvierte von Ostern 1901 bis Ostern 1902 seinen Militärdienst in Wittenberg.
Er kam 1902 als stellvertretender Direktor an das „Institutum Judaicum Delitzschianum“ in Leipzig und wurde im Oktober 1903 Studieninspektor am Predigerseminar in Wittenberg. Am 20. und 21. Januar 1904 bestand er vor der königlichen Prüfungskommission in Halle die Oberlehrerprüfung und wurde daraufhin 1905 als Oberlehrer am Gymnasium Ernestinum in Gotha angestellt. Seine Unterrichtsfächer waren: Religion, Deutsch und Hebräisch. In der Obertertia wurden von ihm die „Bergpredigt und Gleichnisse“ behandelt, in der Untersekunda die Apostelgeschichte sowie ausgewählte Abschnitte aus den Propheten sowie die „Repetition des Katechismus“. In der Untertertia gehörten zum Lehrstoff die „Geschichte des jüdischen Volkes“ und  die „Lektüre ausgewählter Abschnitte aus dem Alten Testament“. „Von der Freiheit eines Christenmenschen“ und die „Kirchengeschichte von Luther bis zur Gegenwart“ waren Themen für die Unterprima.  
Im fakultativen Hebräisch-Unterricht widmete er sich der „Lektüre ausgewählter Psalmen“ sowie der „Einführung in das Aramäische und Neuhebräische“ sowie der hebräischen Formenlehre und Lektüre ausgewählter leichter Texte aus der Genesis. Unter Fiebigs Schülern befand sich der jüdische Kaufmannssohn Hermann Salomon, der 1905 von der Untersekunda in die Obersekunda versetzt wurde und 1908 das Abitur am Gymnasium Ernestinum ablegte. Als Konfession gab das Ernestinum zu Gotha in einer Aufstellung bei Hermann Salomon evangelisch an, während bei anderen Schülern aus jüdischem Elternhaus mosaisch vermerkt wurde.
Im Ersten Weltkrieg wurde er 1916 Leiter Knabenerziehungsanstalt und Garnisonspfarrer in Annaburg und 1918 Pfarrer an der Peterskirche Leipzig. 1924 habilitierte er sich für Neues Testament an der Universität Leipzig und wurde 1930 außerplanmäßiger außerordentlicher Professor für Theologie. 1926 erhielt er die Ehrendoktorwürde der theologischen Fakultät der Universität Wittenberg. Fiebig war ein Befürworter der nationalsozialistischen antisemitischen Rassenlehre und publizierte 1935 das Buch Neues Testament und Nationalsozialismus. Ab 1939 arbeitete Fiebig im antisemitischen „Institut zur Erforschung und Beseitigung des jüdischen Einflusses auf das deutsche kirchliche Leben“ mit.
Fiebig hatte sich 1905 mit Else Bonness verheiratet.

## Forschungsschwerpunkt
Sein besonderes Interesse galt dem Bemühen, „die historischen Überlieferungen von Jesus wirklich zu verstehen und alle nur immer erreichbaren Mittel bequem bereitzustellen, um dieses Verständnis zu fördern“. Darum übertrug er die von der Literaturwissenschaft entwickelte vergleichende Arbeitsweise auf die Texte des Neuen Testaments, des Talmud und Midrasch und untersuchte so die Formen und Gattungen der neutestamentlichen und rabbinischen Literatur.

## Verwechslungsmöglichkeit
Zur selben Zeit wie Paul Wilhelm Julius Fiebig war in Leipzig ein zweiter Pfarrer des Namens Paul Fiebig (1866–1951) an der Johanniskirche Leipzig tätig. Dieser war zuvor in Glauchau und als Superintendent in Großenhain. Da beide theologische Schriften unter dem Autorennamen „Paul Fiebig“ publizierten, muss bei der Zuordnung der Werke zu dem jeweiligen Autor sorgfältig vorgegangen werden.

## Werke
- Der Menschensohn, Jesu Selbstbezeichnung, mit besonderer Berücksichtigung des aramäischen Sprachgebrauches für „Mensch“, Inaugural-Dissertation. Tübingen; Leipzig, Mohr 1901. 126 Seiten.
- Talmud und Theologie : Ein Vortrag. In: Sammlung gemeinverständlicher Vorträge und Schriften aus dem Gebiete der Theologie und Religionsgeschichte ; H. 36.  Tübingen;Leipzig, Mohr, 1903. 30 Seiten.
- Altjüdische Gleichnisse und die Gleichnisse Jesu. Tübingen, Mohr, 1904. 167 Seiten.
- Die „Sprüche der Väter“ und das Neue Testament. In: Festschrift, Albert von Bamberg zum 1. Oktober 1905 gewidmet vom Lehrerkollegium des Gymnasiums Ernestinum zu Gotha. Gotha 1905. 14 Seiten.
- Babel und das Neue Testament : Ein Vortrag. In: Sammlung gemeinverständlicher Vorträge und Schriften auswert dem Gebiet der Theologie und Religionsgeschichte ; H. 42. Tübingen, Mohr, 1905. 23 Seiten.
- Joma. Der Mischnatractat 'Versöhnungstag'. Unter besonderer Berücksichtigung des Verhältnisses zum Neuen Testament mit Anmerkungen versehen. Tübingen, Mohr, 1905. 34 Seiten.
- Pirque 'aboth. Der Mischnatractat 'Sprüche der Väter'. Ins Deutsche übersetzt und unter besonderer Berücksichtigung des Verhältnisses zum Neuen Testament mit Anmerkungen versehen. Tübingen, Mohr, 1906. 43 *Seiten.
- Berachoth. Der Mischnatractat „Segenssprüche“ ins Deutsche übersetzt und unter besonderer Berücksichtigung des Verhältnisses zum Neuen Testament mit Anmerkungen versehen. Tübingen, Mohr, 1906, 43 Seiten.
- Die Offenbarung des Johannes und die jüdische Apokalyptik der römischen Kaiserzeit : 2 Vorträge. In: Beiträge zur Lehrerbildung und Lehrerfortbildung ; H. 36. Gotha, Thienemann, 1907. 32 Seiten.
- Jüdische Wundergeschichten des neutestamentlichen Zeitalters unter besonderer Berücksichtigung ihres Verhältnisses zum Neuen Testament bearbeitet – ein Beitrag zum Streit um die „Christusmythe“. Tübingen, *Mohr, 1911. 108 Seiten.
- Weltanschauungsfragen. Das geschichtliche Material zum Verständnis Jesu Konfessionskunde für die Schüler und höhere Lehranstalten. Tübingen, Mohr, 1911. 39 Seiten.
- Die Gleichnisreden Jesu. im Lichte der rabbinischen Gleichnisse des neutestamentlichen Zeitalters. Ein Beitrag zum Streit um die „Christusmythe“ und eine Widerlegung der Gleichnistheorie Jülichers. *Tübingen, Mohr, 1912. 284 Seiten.
- Kirchengeschichte f. Schüler u. Schülerinnen höh. Lehranstalten. T. 1. Altertum und Mittelalter. In: Diktathefte. Tübingen, Mohr, 1913. 72 Seiten.
- Die synoptischen Evangelien : Texte u. Untersuch a. Einführ. in ihre wissenschaftl. Beurteilung für Schüler u. Schülerinnen höh. Lehranst. Tübingen, Mohr 1913. 47 Seiten.
- Die Psalmen für die Schüler u. Schülerinnen höherer Lehranstalten und für die Gebildeten der Gegenwart. Nebst e. Anh.: Das Kirchenj., die Ordn. d. Gottesdienstes, Taufe u. Abendmahl. In: Diktathefte. *Tübingen, Mohr, 1914. 21 Seiten.
- Rosch ha-schana (Neujahr) Text, Übersetzung und Erklärung nebst einem textkritischen Anhang. In: Die Mischna. Text, Übersetzung und ausführliche Erklärung mit eingehenden geschichtlichen und sprachlichen *Einleitungen und textkritischen Anhängen. Giessen, Töpelmann, 1914. 127 Seiten.
- Die Gleichnisse Jesu und die Bergpredigt … erl. für d. Schüler … höh. Lehranst. u. f. d. Gebildeten. In: Diktathefte. Tübingen, Mohr, 1914 [2. Auflage]. 30 Seiten.
- Der Tosephtatraktat Roš haššana in vokalis. In: Kleine Texte für Vorlesungen und Übungen ; 130. Bonn, Marcus & Weber, 1914. 16 Seiten.
- Evangelische Glaubenslehre, für die Schüler und Schülerinnen höh. Lehranst. u. d. Gebildeten … in kurzer Uebers. d. Hauptpunkte. In: Diktathefte. Tübingen, Mohr, 1915. 22 Seiten.
- Die fünf Bücher Mose mit besond. Berücks. der babylonischen und anderer Parallelen für die Schüler und Schülerinnen höherer Lehranstalten. Nebst einem Anh.: Zur Bibelkunde des Alten Testaments. In: Diktathefte. Tübingen, Mohr, 1915. 32 Seiten.
- Das Johannesevangelium in Verbind. mit rabbinischen, buddhistischen und hellenistischen Stoffen für die Schüler und Schülerinnen höherer Lehranstalten. In: Diktathefte. Tübingen, Mohr, 1915. 44 Seiten.
- Bilder aus der Geschichte des Christentums : Ein Hilfsbuch z. Religionsunterricht vorwiegend d. unteren u. mittleren Klassen höh. Lehranstalten. In: Diktathefte. Tübingen, Mohr, 1915. 108 Seiten.
- Das Judentum von Jesus bis zur Gegenwart. In: Die Religion des Alten Testaments ; [21/22] Religionsgeschichtliche Volksbücher für die deutsche christliche Gegenwart ; H. 21/22. Tübingen, Mohr, 1916. 68 Seiten.
- Weltanschauungsfragen : Das geschichtliche Material zum Verständnis Jesu ; Konfessionskunde für d. reifere Jugend. Tübingen, Mohr, 1917. 62 Seiten.
- Martin Luthers Schrift: Von der Freiheit eines Christenmenschen : für die Gebildeten … Vergegenwärtigt. De libertate christiana. Tübingen, Mohr, 1917. 46 Seiten.
- Fühlung des Religionsunterrichts mit der Naturwissenschaft. In: Monatsblätter für den evangelischen Religionsunterricht, Göttingen, Vandenhoeck & Ruprecht, 1918. 4 Seiten.
- War Jesus Rebell? : Eine historische Untersuchung zu Karl Kautsky, der Ursprung des Christentums. Mit einem Anhang: Jesus und die Arbeit. Gotha, Perthes, 1920. 38 Seiten.
- Ethik für reifere Schüler und Schülerinnen höherer Lehranstalten und für Erwachsene. Tübingen, Mohr, 1920 [2. Auflage].
- Religionsgeschichte und Religionsphilosophie für die Schüler und Schülerinnen höherer Lehranstalten und für Erwachsene. Tübingen, Mohr, 1921. 64 Seiten.
- Juden und Nichtjuden : Erläuterungen zu Th. Fritschs „Handbuch der Judenfrage“. Leipzig, Dörffling & Franke, 1921. 100 Seiten.
- Antike Wundergeschichten, zum Studium d. Wunder d. Neuen Testamentes. In: Kleine Texte für Vorlesungen und Übungen ; 79. Bonn, Marcus & Weber. 1921 [Neudruck der Auflage von 1911]. 27 Seiten.
- Das Evangelium des Markus. In: Kommentar zum Neuen Testament mit bes. Berücks. von Midrasch u. Talmud. Leipzig, Buchhandel des Zentralvereins, 1923. 36 Seiten.
- Jesu Bergpredigt : Rabbin. Texte zum Verständnis d. Bergpredigt, ins Deutsche übers., in ihren Ursprachen dargeb. u. mit Erl. u. Lesarten. In: Forschungen zur Religion und Literatur des Alten und Neuen *Testaments ; N. F. H. 20. Göttingen, Vandenhoeck & Ruprecht, 1924. 82 Seiten.
- Die Bibelauslegung der „Internationalen Vereinigung Ernster Bibelforscher“. Berlin-Dahlem, Wichern-Verlag, 1924. 32 Seiten. [2. Auflage 1925]
- Der Erzählungsstil der Evangelien im Lichte des rabbinischen Erzählungsstils untersucht, zugleich ein Beitrag zum Streit um die „Christusmythe“. In: Untersuchungen zum Neuen Testament, Heft 11, Leipzig, Hinrichs, 1925. 40 Seiten.
- Die Offenbarung des Johannes, für d. Schüler u. Schülerinnen höh. Lehranst. u. f. Erwachsene bearb. Stuttgart, Bonz & Comp, 1924. 29 Seiten.
- Wie stehen wir Christen zum Alten Testament? : (Christentum u. Judentum). In: Arbeitshefte für den evangelischen Religionsunterricht ; 11. Göttingen, Vandenhoeck & Ruprecht, 1926. 24 Seiten.
- Die Umwelt des Neuen Testamentes Religionsgeschichtliche und geschichtliche Texte, in deutscher Übersetzung und mit Anmerkungen versehen, zum Verständnis des Neuen Testamentes. Göttingen, Vandenhoeck & Ruprecht, 1926. 86 Seiten.
- Die Umwelt des Alten Testamentes : Religionsgeschichtl. u. geschichtl. Texte. In: Arbeitshefte für den evangelischen Religionsunterricht ; 20. Göttingen, Vandenhoeck & Ruprecht, 1927. 40 Seiten.
- Das Vaterunser : Ursprung, Sinn u. Bedeutg d. christl. Hauptgebetes. Gütersloh, Bertelsmann, 1927. 106 Seiten.
- Jüdische Armengesetze der neutestamentlichen Zeit.  In: Der Morgen : Monatsschrift der Juden in Deutschland (1925–1938) Iss. 5. Berlin, Philo-Verlag, 1928. 9 Seiten.
- Rabbinische Gleichnisse : Vokalisierte hebr. u. aram. Texte, dargeb. f. d. Studium d. Gleichnisse Jesu mit Verz. d. nichtbibl. Wörter. Leipzig, Hinrichs, 1929. 51 Seiten.
- Der Talmud, seine Entstehung, sein Wesen, sein Inhalt unter besonderer Berücksichtigung seiner Bedeutung für die neutestamentliche Wissenschaft dargestellt. Leipzig, Pfeiffer, 1929, 140 Seiten.
- Rabbinische Formgeschichte und Geschichtlichkeit Jesu. Leipzig, Engel, 1931. 64 Seiten.
- Rabbinische Wundergeschichten des neutestamentlichen Zeitalters in vokalis. Text mit sprachlichen und sachlichen Bemerkungen.  In: Kleine Texte für Vorlesungen und Übungen ; 78. Berlin, de Gruyter, 1933. 25 Seiten.
- Neues Testament und Nationalsozialismus : 3 Universitäts-Vorlesungen über Führerprinzip, Rassenfrage, Kampf. In: Schriften Deutscher Christen, H.11. Dresden;Leipzig, Deutsch-christlicher Verlag; Wallmann, 1935. 70 Seiten.
- Gemeindeblatt und Wissenschaft. In: Festschrift zum 50jährigen Bestehen der Neuen Peterskirche zu Leipzig. Leipzig, 1935.

## Nicht seine Werke (sondern vom zeitgleich wirkenden anderen Theologen Paul Fiebig)
- Friede sei mit Euch! 10 Predigten, 1905
- Vater unser! : Kriegsgebetstunden. In:  Dokumente religiöser Erhebung in [den] Kriegsjahren 1914/15. Leipzig, Koch, 1914. 31 Seiten.
- Mobil. In: Gott mit uns!  Dokumente religiöser Erhebung in [den] Kriegsjahren 1914/15 ; H. 1. Leipzig, Koch, 1914. 16 Seiten.
- Leben in die Kirchgemeinde. In: Gott mit uns!  Dokumente religiöser Erhebung in [den] Kriegsjahren 1914/15 ; H. 7/8. Leipzig, Koch, 1914. 32 Seiten.
- Die letzte Kriegsbetstunde … und die Abschieds-Predigt. Glauchau, Nicolai, 1914. 11 Seiten.
- An die Eltern und jungen Mädchen unserer Kirchengemeinde Grossenhain: Der Kirchenvorstand. Grossenhain, Starke, um 1915. 1 Seite.
- Predigt bei dem Festgottesdienst am 27. Januar 1916 in der Kirche zu Grossenhain i. Sa., gehalt. von Superintendent Fiebig über Psalm 20, 7-10. Grossenhain, 1916. 1 Seite.
- Aus meiner Feldpostmappe. In: Gott mit uns ! Dokumente religiöser Erhebung in [den] Kriegsjahren 1914/15 ; H. 9. Leipzig, Koch, 1916. 46 Seiten.
- Unter dem Kreuze : 3 Evangelisations Vorträge. Dresden, Buchhandel der Stadtmission, 1919. 23 Seiten.
- Kommt her zu mir! : Gedanken f. solche, welche über das „Abendmahl“ nachdenken. Leipzig, Eger, 1919. 20 Seiten.
- „Wenn Er dich ruft, so geh'!“ : 2 Predigten. Antrittspredigt in Leipzig u. Abschiedspredigt in Großenhain. Leipzig, Koeltz, 1922. 8 Seiten.
- Lasset die Kindlein zu mir kommen! : Predigt über Ev. Marci 10, 13-16 anlässl. d. Tagung d. Sächs. Landesverbandes f. Kindergottesdienst u. d. 50jähr. Jubelfeier d. Kindergottesdienstes in Sachsen in d. *Kirche zu St. Thomae am 28. September 1924. Leipzig, Dörffling & Franke, 1924. 8 Seiten.
- Ansprache bei der Trauerfeier für Margarethe verw. Wolf geb. Schmidt, geh. zu St. Johannis am 2. Mai 1930. Leipzig, 1930. 2 Seiten.
- Mein Heute! : Mein Morgen! ; 2 Abendandachten in d. Johanniskirche geh. Leipzig, Heinsius, 1931. 7 Seiten.
- Durchs Kreuz ins Leben. In: Pastoralblätter f. Predigt, Seelsorge u. kirchl. Unterweisg. Jg. 73. 1930/31. Dresden, Ungelenk, 1931. 11 Seiten.
- Die Predigt. In: Sächs. Kirchenblatt v. 10. u. 17. 4. Herrenhut i. Sa., Winter, 1931. 15 Seiten.
- Bausteine für den Konfirmandenunterricht. In: Pastoralblätter. Jg. 74. 1931. Dresden, Ungelenk, 1931. 27 Seiten.
- Zum 40jährigen Amtsjubiläum des Herrn Pfarrers Paul Fiebig an St. Johannis. In: Johannis-Bote. Leipzig, Johannisgemeinde, 1932. 2 Seiten.
- Die Predigt im Dritten Reiche! : Referat in d. Ephoralkonferenz d. Geistlichen von Leipzig-Stadt am 9. Nov. 1933 geh. Leipzig, Heinsius, 1933. 7 Seiten.
- Wir schau'n zu deinem Kreuz hinan! Passions-Predigten. Leipzig, Heinsius, 1936. 58 Seiten.